# 드류 루친스키
드류 제임스 루친스키(Drew James Rucinski, 1988년 12월 30일 ~ )는 미국의 야구 선수이자, 전 메이저 리그 오클랜드 애슬레틱스의 투수이다.

## 아마추어 시절
2008년에서 2011년까지 오하이오 주립 대학교의 선수로 활동했다. 

## 미국 프로야구 시절

### 클리블랜드 인디언스시절
2011년에 드래프트 지명을 받지는 못했지만 자유 계약을 맺고 입단했다.
2012년 ~ 2013년까지 프런티어 리그의 록퍼드 애비에이터스에서 활동했다.

### LA 에인절스시절
2013년 8월에 마이너 계약을 맺었다. 2014년 7월 10일에 마이너에서 콜업돼 메이저 리그에 데뷔했고, 경기에서 1이닝 4피안타, 1탈삼진을 기록했다. 2015년 9월 1일에 팀에서 지명 할당됐다.

### 미네소타 트윈스시절
2016년 12월에 마이너 계약을 맺었다. 2017년 9월 6일에 방출됐다.

## 한국 프로야구 시절

### NC 다이노스시절

#### 2019년 시즌
총액 100만 달러(계약금 20만 달러, 연봉 60만 달러, 옵션 20만 달러)에 로건 베렛, 왕웨이중을 대체할 투수로 영입됐다.
5월 8일 삼성 라이온즈와의 경기에서 8이닝 5피안타, 7탈삼진, 2실점을 기록했으나 완투패를 당했다. 8월 20일 두산 베어스와의 경기에서 9이닝 2실점, 4피안타, 2피홈런, 3탈삼진, 2실점 완투로 시즌 7승을 기록하며 KBO 리그 첫 완투승을 기록했다.
시즌 30경기에 등판해 177.1이닝 3점대 평균자책점으로 팀 내 최다 경기 선발 출장, 최다 이닝을 기록했다.

#### 2020년 시즌
5월 5일 삼성 라이온즈와의 경기에서 6이닝 무실점, 3피안타, 4볼넷, 6탈삼진으로 시즌 첫 승을 기록했다. 6월 28일 두산 베어스와의 경기에서 7이닝 무실점, 4피안타, 6탈삼진, 2볼넷으로 시즌 6승을 기록했다. 7월 24일 kt 위즈와의 경기에서 7이닝 5피안타(1홈런), 8탈삼진, 2실점(1자책)으로 시즌 두 자릿수 승을 기록했다.
시즌 19승을 기록하며 팀 단일 시즌 다승 1위 타이를 기록했다.
시즌 19승 5패, 183이닝, 167탈삼진, 57볼넷, 3점대 평균자책점을 기록했고, 다승 2위를 기록했다.

##### 2020년한국시리즈
11월 17일 두산 베어스와의 1차전 경기에 선발 등판해 5.1이닝 5피안타, 3실점(1자책)으로 승리 투수가 됐다. 11월 21일 4차전에서 2.2이닝 무피안타, 무실점으로 세이브를 기록했다. 11월 24일 6차전에서 5이닝 무실점, 6피안타, 2사사구를 기록하며 승리 투수가 됐고, 6차전 MVP에 선정됐다.
시리즈 3경기에 등판해 13이닝 2승, 1세이브 평균자책점 0.69, 12탈삼진을 기록했다.
| 평균자책점 | 경기 | 완투 | 완봉 | 승 | 패 | 세 | 홀 | 이닝 | 피안타 | 피홈런 | 볼넷 | 사구 | 삼진 | 실점 | 자책점 |
| ---------- | ---- | ---- | ---- | -- | -- | -- | -- | ---- | ------ | ------ | ---- | ---- | ---- | ---- | ------ |
| 0.69       | 3    | 0    | 0    | 2  | 0  | 1  | 0  | 13   | 11     | 0      | 4    | 2    | 10   | 3    | 1      |

#### 2021년 시즌
시즌 계약금 30만 달러, 연봉 130만 달러, 인센티브 20만 달러 등 총액 180만 달러에 재계약했다.
7월 6일 두산 베어스와의 경기에서 6이닝 6피안타(1피홈런), 3사사구, 3탈삼진, 2실점을 기록해 시즌 9승을 기록했다.
10월 29일 삼성 라이온즈와의 경기에서 6이닝 5피안타, 1볼넷, 5탈삼진, 무실점으로 시즌 15승을 기록했다.
시즌 3점대 평균자책점, 15승 10패, 178.2이닝 177탈삼진, 55볼넷을 기록했다. 2년 연속 두 자릿수 승을 기록했다.

#### 2022년 시즌
시즌 계약금 30만 달러, 연봉 160만 달러, 인센티브 10만 달러 등 총액 200만 달러에 재계약했다.
4월 2일 LG 트윈스와의 경기에서 7이닝 2피안타, 무사사구, 9탈삼진, 무실점을 기록하면서 시즌 첫 승을 기록했다. 4월 14일 키움 히어로즈와의 경기에서 6이닝 7탈삼진, 1실점을 기록해 패전 투수가 됐다. 4월 한 달간 5경기에 등판해 32이닝 2승 2패, 평균자책점 1.13을 기록했다.
10월 6일 SSG 랜더스와의 경기에서 6이닝 5피안타, 1사사구, 8탈삼진, 무실점으로 시즌 두 자릿수 승이자 3년 연속 두 자릿수 승을 기록했다.
시즌 193.2이닝(리그 2위), 10승 12패, 2점대 평균자책점, 194탈삼진(리그 2위), 34볼넷을 기록했다. QS를 22번(리그 2위) 기록했다.

## 미국 프로야구 복귀
2023년에 오클랜드 애슬레틱스에 입단하였다.

## 출신 학교
- 유니온 고등학교 (털사)
- 오하이오 주립 대학교

## 통산 기록
| 연도 | 팀명  | 평균자책점 | 경기 | 완투 | 완봉 | 승 | 패 | 세 | 홀 | 승률  | 타자 | 이닝    | 피안타 | 피홈런 | 볼넷 | 사구 | 탈삼진 | 실점 | 자책점 |
| ---- | ----- | ---------- | ---- | ---- | ---- | -- | -- | -- | -- | ----- | ---- | ------- | ------ | ------ | ---- | ---- | ------ | ---- | ------ |
| 2019 | NC    | 3.05       | 30   | 2    | 0    | 9  | 9  | 0  | 0  | 0.500 | 731  | 177 1/3 | 164    | 13     | 45   | 11   | 119    | 68   | 60     |
| 2020 | NC    | 3.05       | 30   | 0    | 0    | 19 | 5  | 0  | 0  | 0.792 | 770  | 183     | 173    | 14     | 57   | 11   | 167    | 67   | 62     |
| 2021 | NC    | 3.17       | 30   | 0    | 0    | 15 | 10 | 0  | 0  | 0.600 | 754  | 178 2/3 | 160    | 12     | 55   | 10   | 177    | 76   | 63     |
| 2022 | NC    | 2.97       | 31   | 0    | 0    | 10 | 12 | 0  | 0  | 0.455 | 797  | 193 2/3 | 184    | 14     | 34   | 8    | 194    | 77   | 64     |
| 통산 | 4시즌 | 3.06       | 121  | 2    | 0    | 53 | 36 | 0  | 0  | 0.596 | 3052 | 732 2/3 | 681    | 53     | 191  | 40   | 657    | 288  | 249    |

- 시즌 기록 중 굵은 글씨는 해당 시즌 최고 기록